# 慶光院利敬
慶光院 利敬（けいこういん よしゆき）は、明治時代から昭和時代にかけての日本の神職。伊勢神宮少宮司。従三位。

## 生涯
1875年（明治8年）、二条斉敬の子として生まれる。1902年（明治35年）に慶光院盈子の養子となり、1906年（明治39年）に家督を継承した。
1906年4月4日、伊勢神宮禰宜に任じられ、高等官八等（奏任官）に叙される。同日年俸として420円を下賜された。1912年（明治45年）5月31日に高等官七等に陞叙した。以後、1915年（大正4年）12月24日には高等官六等、1918年（大正7年）12月26日には高等官五等、1922年（大正11年）3月8日には高等官四等、1926年（大正15年）5月13日には高等官三等、と順調に陞叙していった。
神宮禰宜を務める傍ら、神宮司庁会計課長、官房主事兼庶務課長を務める。1934年（昭和9年）6月22日には臨時神宮施設調査会の幹事、1936年（昭和11年）9月3日には神宮関係施設調査会の幹事に、それぞれ任じられる。
1937年（昭和12年）8月28日、神宮少宮司に任じられ、高等官二等（勅任官）に叙された。翌1938年（昭和13年）2月19日に63歳で薨去した。

## 栄典
位階
- 1906年（明治39年）05月11日、従七位[18]
- 1910年（明治43年）03月30日、正七位[19]
- 1916年（大正05年）02月12日、従六位[20]
- 1918年（大正07年）01月04日、正六位[21]
- 1925年（大正14年）03月16日、従五位[22]
- 1929年（昭和04年）01月15日、正五位[23]
- 1930年（昭和05年）03月29日、従四位[24]
- 1937年（昭和12年）11月01日、正四位[25]
- 1938年（昭和13年）02月19日、従三位[26]

勲等・勲章
- 1919年（大正08年）05月30日、勲六等瑞宝章[27]
- 1924年（大正13年）08月29日、勲五等瑞宝章[28]
- 1930年（昭和05年）10月15日、勲四等瑞宝章[29]
- 1938年（昭和13年）02月19日、勲三等瑞宝章[26]

## 系譜
- 妻：慶光院増子（1885 - 1913） - 東園基愛の娘[1][30]
  - 長女：上野敏子（1904 - ?） - 上野正雄の後妻[31]
  - 次女：大久保治子（1905 - ?） - 大久保利正の妻[32]
  - 長男：慶光院利彰（1913 - ?）[2]
- 妾：清水ウタ[2]
  - 庶子：慶光院俊（1903 - 1990）[2]